# Alexandra Dionissijewna Danilowa

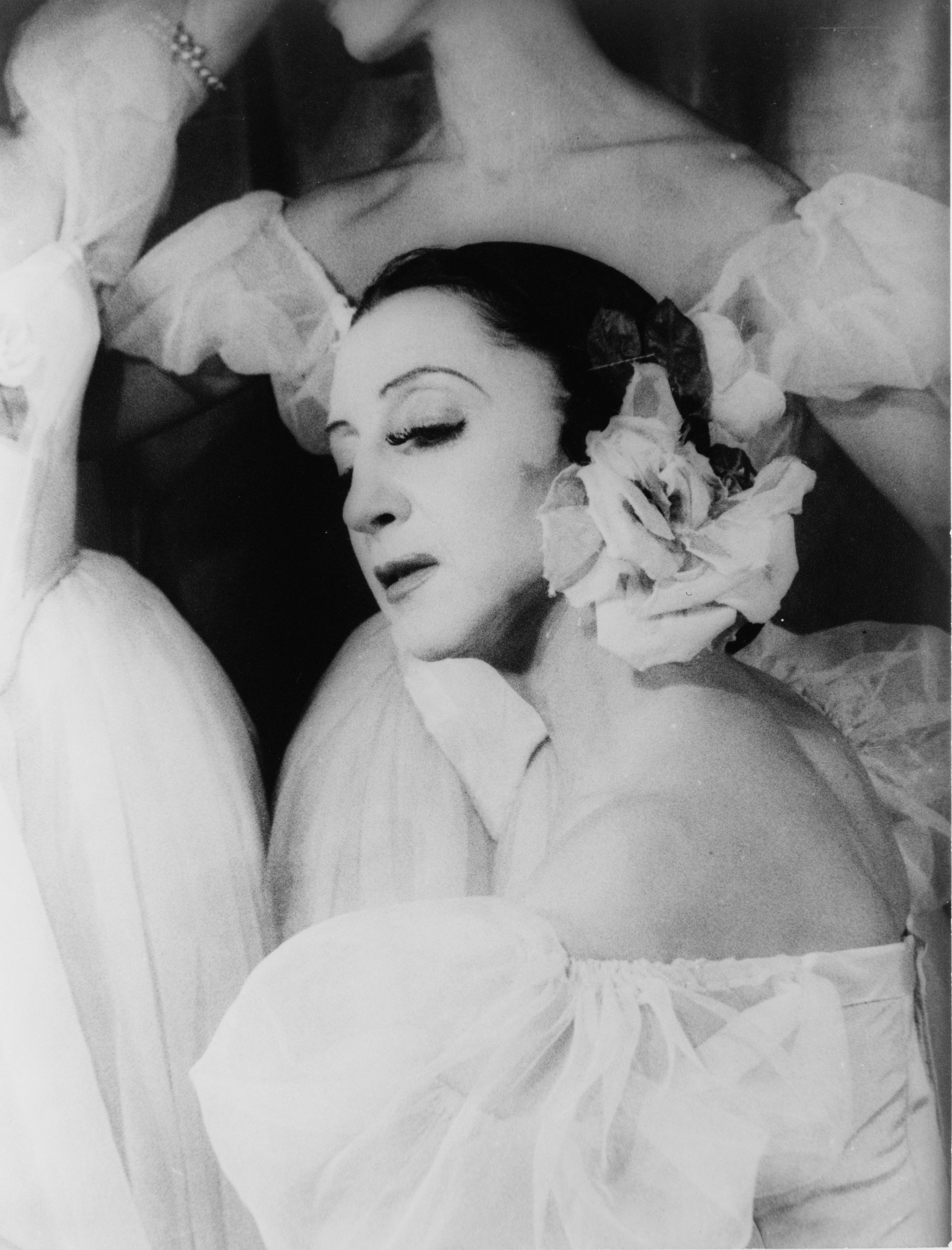
Danilowa in Le Grand Pas de Quatre

Alexandra Dionissijewna Danilowa (russisch Александра Дионисиевна Данилова, wissenschaftliche Transliteration Alexandra Dionisievna Danilova, englische Transkription Alexandra Dionysievna Danilova; * 20. November 1903 in Peterhof; † 13. Juli 1997 in New York City) war eine russische Balletttänzerin, Choreografin und Pädagogin, die später die US-amerikanische Staatsbürgerschaft annahm.

## Leben
Danilowa absolvierte ihre Tanzausbildung in der Ballettschule des Mariinsky-Theaters St. Petersburg. 1921 trat sie dem Corps de ballet des Kirow-Balletts bei, wo sie ab 1922/23 erste Solorollen tanzte. 
Gemeinsam mit George Balanchine verließ sie 1924 Russland und wurde Solistin in Djagilews Ballets Russes. Sie avancierte 1927 zur Ballerina, war 1932–36 Ballerina der Ballets Russes de Monte Carlo, 1936–38 in Oberst Wassily de Basils Ballets Russes und 1938–52 Primaballerina des Ballets Russes de Monte Carlo. 1954–56 unternahm sie Tourneen mit einer eigenen Gruppe.
Nach ihrer beachtlichen Karriere als Tänzerin hatte sie Kurzauftritte in einigen Musicals und Filmen, u. a. in The Turning Point. Sie unterrichtete 1964 bis 1989 an der School of American Ballet.
Im Laufe ihrer Karriere hat Danilova alle großen Rollen des klassischen Balletts getanzt. Ihre beachtenswertesten Erfolge waren wohl ihre Interpretation der Swanhilda in Coppélia und der Odette/Odile in Schwanensee sowie in Rollen Massines Beau Danube (1933) und La Gaité Parisienne. „Als Ballerina der drei Monte-Carlo-Kompanien war sie eine der populärsten Tänzerinnen ihrer Zeit.“
Zu Ehren der Tänzerin und der namensgleichen Balletttänzerin Maria Danilowa (1793–1810) erhielt auf dem Planeten Venus der Krater Danilova seinen Namen.